# قشلاق حاج اوغلو (قشلاق أهر)
قشلاق حاج اوغلو (بالفارسية: قشلاق حاج‌اوغلو) هي منطقة سكنية تقع في إيران في قسم قشلاق الریفي. يقدر عدد سكانها بـ 179 نسمة .